# Ferrère
Ferrère – miejscowość i gmina we Francji, w regionie Oksytania, w departamencie Pireneje Wysokie.
Według danych na rok 1990 gminę zamieszkiwało 50 osób, a gęstość zaludnienia wynosiła 1 osób/km² (wśród 3020 gmin regionu Midi-Pireneje Ferrère plasuje się na 1013. miejscu pod względem liczby ludności, natomiast pod względem powierzchni na miejscu 97.).